# Radovan Adzić
Radovan Adzić (* 25. November 1954) ist ein ehemaliger jugoslawischer Fußballspieler.

## Karriere
Adzić wurde in zwei Auswärtsspielen des FV 04 Würzburg in der Saison 1979/80 der 2. Bundesliga Süd eingesetzt. Das erste Spiel war die 0:4-Niederlage bei Eintracht Trier. Bei seinem zweiten Einsatz wurde er bei der 2:10-Niederlage beim Freiburger FC zur 59. Minute für Hans-Georg Schur eingewechselt.